# Mont Graham
Le mont Graham, en anglais Mount Graham, est une montagne du Sud-Est de l'Arizona aux États-Unis, située dans la forêt nationale de Coronado. Il s'agit du point culminant des monts Pinaleños. Comme le nom de « mont Graham » est souvent utilisé par les habitants pour se référer à l'ensemble du massif, le sommet lui-même est souvent qualifié de High Peak (littéralement « pic haut »). Le sommet atteint 3 267 mètres d'altitude et abrite la construction la plus élevée du comté de Graham. Il s'agit du vingtième des 57 sommets ultra-proéminents des 48 états contigus et le premier des cinq se trouvant en Arizona.

## Toponymie
Les locaux appellent toute la chaîne de montagnes au sud-ouest de Safford Mount Graham, mais il s'agit en réalité des monts Pinaleño dont le nom signifie « beaucoup de cerfs » ou « montagnes des cerfs » en indien, et dont le point le plus élevé est le mont Graham.
La montagne a été nommée mont Graham en 1846 pendant la guerre américano-mexicaine. Lorsque les troupes américaines menées par Stephen W. Kearny traversèrent la rivière Gila pour atteindre la Californie, le lieutenant et topographe William Hemsley Emory nomme la montagne observée Mount Graham en l'honneur de James Duncan Graham, un ingénieur topographique des unités spećiales de l'armée. Trois comtés des États-Unis doivent leur nom à James Duncan Graham (Arizona, Caroline du Nord et Kansas).

## Géographie
Les sommets du mont Graham sont en amont de nombreux cours d'eau qui coulent à travers cinq grandes zones botaniques. Situé entre le sud des montagnes Rocheuses et la Sierra Madre occidentale au Mexique, il a été biologiquement isolé pendant des millénaires. Les altitudes plus élevées fournissent un refuge à des  populations de plantes et animaux qui remontent à la période glaciaire du Pléistocène. En particulier, les peuplements de conifères sont les plus vieux arbres du Sud-Ouest des États-Unis. Les chercheurs de l'université d'Arizona ont identifié des arbres vivants dont la naissance est évaluée aux alentours de 1270. 
Les habitats associés aux espèces menacées et en danger, notamment l'écureuil roux du mont Graham (Tamiasciurus hudsonicus grahamensis),. Le mont Graham compte également la plus forte concentration en ours noirs dans le Sud-Ouest du pays.

## Histoire
Les archives existantes sur le mont Graham remontent jusqu'aux années 1500 lorsque les conquistadors se ruèrent dans la région à la recherche des Cités d'or.
À la fin des années 1800, des communes s'installent au pied du mont Graham, une colonisation facilitée par la forte source de bois à proximité, et la clémence du climat en contraste avec la chaleur des steppes. Des pavillons de vacances sont construits dans les montagnes à cette époque. La première véritable route traversant la montagne est construite dans les années 1920. Elle est nommée Swift Trail en hommage à Thomas T. Swift, un général qui fit ses armes dans les guerres américaines contre les Améridindiens.
Depuis une détermination par le garde du registre en 2002, Dzil Nchaa Si An, comme on l'appelle dans la langue Apache de l'Ouest, il se classe comme la plus grande et la plus étendue (environ 330 000 hectares) propriété inscrite ou formellement déterminée admissible à l'inscription au registre national des lieux historiques,,,.
En 1993, le monastère orthodoxe Saint-Paisius est fondé à la base de la montagne.
En 2009, le mont Graham est devenu le seul endroit sur Terre avec cinq espèces de truites sur la montagne.

## L'observatoire international du Mont Graham

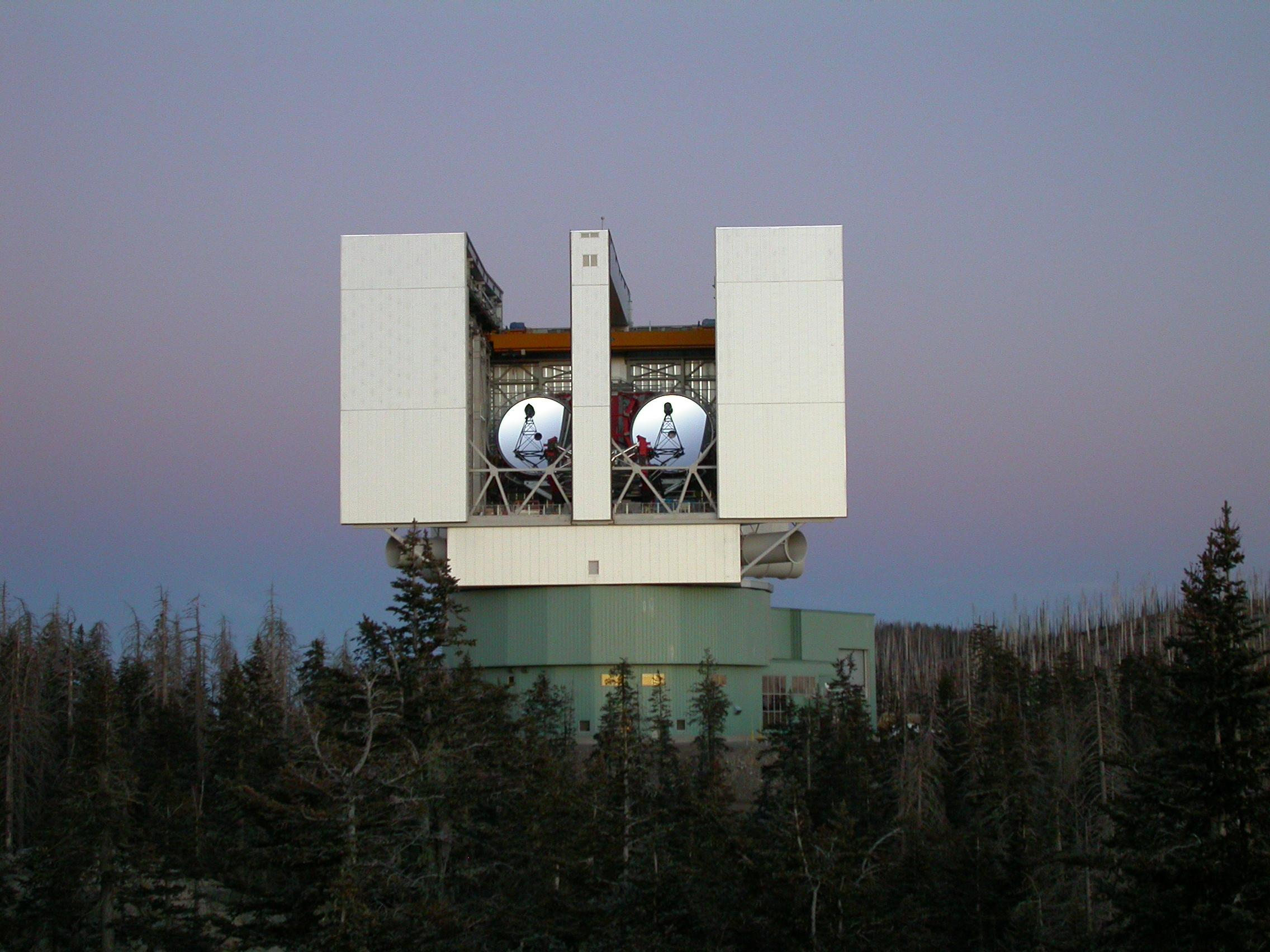
Le télescope Large Binocular Telescope au Mont Graham

Le mont Graham fait partie des endroits où les cieux sont les plus purs du monde. C'est le foyer de l'observatoire international du Mont Graham, où plusieurs organisations ont mis en place de grands télescopes séparés dans des observatoires (différentes universités, le Vatican) autorisés par, ce qui est rare en temps de paix, une renonciation des lois américaines sur l'environnement de la part du Congrès. En effet, le Congrès américain a autorisé la construction des observatoires sur la montagne en 1988, au prix d'un tollé de la part des quatre tribus de la nation Apache de l'Ouest et amérindienne reconnue au niveau fédéral qui considèrent le site comme sacré. Des groupes environnementaux, y compris le Sierra Club, se sont également opposés à l'Observatoire international du Mont Graham car il s'agit du dernier habitat restant pour l’écureuil roux du mont Graham.

## Dans la culture
Situé à la limite septentrionale de la patrie des Apaches Chiricahua et à la marge méridionale du territoire des Apaches de l'Ouest, le mont fait partie des quatre montagnes sacrées, considéré ainsi par tous les peuples autochtones de la région.